# 니이리 사막

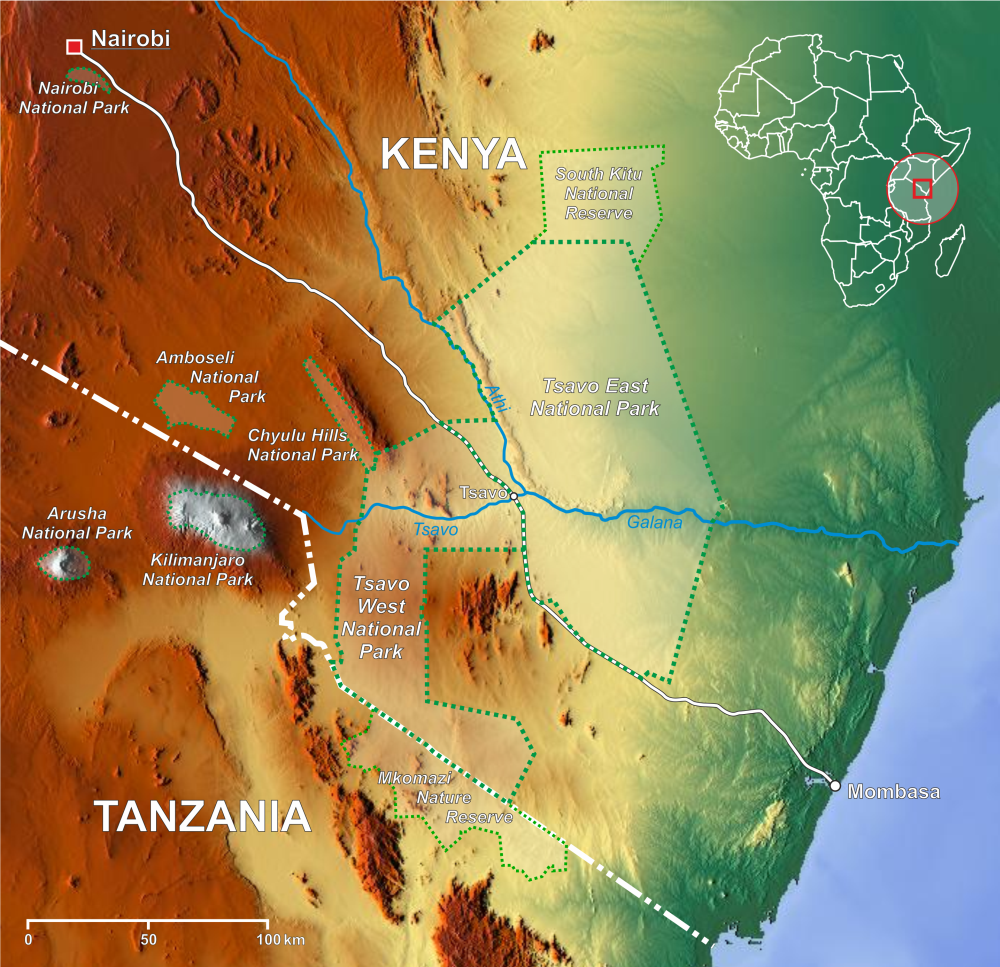
니이리 사막의 지도

니이리 사막(영어: Nyiri Desert), 또는 타루 사막은 아프리카 케냐 남부에 위치한 사막이다. 마가디 호수 동쪽, 암보셀리, 차보 웨스트, 나이로비 국립공원 사이에 위치해있다. 카지아도현의 대부분이 이 사막으로 덮여 있다. 킬리만자로산 비그늘의 영향을 받아 형성되었다. 바오밥나무와 아프리카코끼리, 기린, 임팔라 등이 서식한다.